# Ludwig Lavater
Ludwig‏ Lavater (Castelo Kyburg, 4 de Março de 1527 — Zürich, 5 de Julho de 1586) foi teólogo e reformador suíço. Atuou junto ao círculo de seu sogro Heinrich Bullinger (1504-1575). Foi autor prolífico e compositor de homilias, comentários e pesquisador das práticas litúrgicas da igreja de Zurique. Sua obra "De spectris, lemuribus et magnis atque insolitis fragoribus.. " (1569) foi traduzida para o alemão, francês, inglês e italiano. Foi sucessor de Rudolf Gwalther (1519–1586) como antístite na igreja de Zurique.

## Publicações
- De ritibus et institutis ecclesiae Tigurinae. 1559 (Edição Moderna: Die Gebräuche und Einrichtungen der Zürcher Kirche. Zurique: Theologischer Verlag, 1987. ISBN 3-290-11590-9 (Os costumes e as instituições da Igreja de Zurique)
- Historia de origine et progressu controversiae Sacramentariae de Coena Domini, ab anno nativitatis Christi MDXXIIII. usque ad annum MDLXIII. Zurique: Christoph Froschauer, 1563.
- De spectris, lemuribus et magnis atque insolitis fragoribus.. Leiden, 1659.
- Von Gespänsten ..., kurtzer und einfaltiger bericht. Zurique, 1569 (VD 16 L 834).
- Von Gespänsten, in Theatrum de Veneficis. Frankfurt, 1586.